# Matteo Darmian
Matteo Darmian (født 2. december 1989) er en italiensk professionel fodboldspiller, som spiller for Serie A-klubben Inter Milan og Italiens landshold.

## Klubkarriere

### AC Milan
Darmian begyndte sin karriere hos AC Milan, og han fik sin professionelle debut for klubben i en alder af bare 16 år den 28. november 2006 i en Coppa Italia-kamp mod Brescia. Det lykkedes ham dog aldrig at slå igennem på førsteholdet.
Han blev i 2009-10 sæsonen udlejet til Serie B-klubben Padova.

### Palermo
Darmian skiftede i juli 2010 til Palermo på en fast aftale. Han spillede som rotationsspiller i sin ene sæson for klubben.

### Torino
Darmian blev i juli 2011 udlejet til Torino. Han var i 2011-12 sæsonen del af, at Torino rykkede op i Serie A, og i juni 2012 blev skiftet gjort permanent. Han spillede mere end 150 kampe for klubben i hans tid i Torino.

### Manchester United
Darmian skiftede i juli 2015 til Manchester United. Han havde en god start i sin tid hos klubben, men efter træner Louis van Gaal forlod, blev hans rolle markant reduceret under hans efterfølger José Mourinho.

### Parma
Darmian vendte i september 2019 tilbage til Italien, da han skiftede til Parma.

### Inter Milan
Efter en enkelt sæson med Parma, skiftede Darmian i oktober 2020 til Inter Milan på en lejeaftale med en købsobligation. Denne obligation blev aktiveret i februar 2021, hvorpå skiftet blev gjort permanent.

## Landsholdskarriere

### Ungdomslandshold
Darmian har repræsenteret Italien på flere ungdomsniveauer.

### Seniorlandshold
Darmian debuterede for Italiens landshold den 31. maj 2014.